# Копунек, Камил
Ка́мил Ко́пунек (словац. Kamil Kopúnek; 18 мая 1984, Трнава, Чехословакия) — словацкий футболист, полузащитник. Выступал за сборную Словакии.

## Клубная карьера
Профессиональную карьеру начал в 2002 году в трнавском «Спартаке», в своём первом профессиональном сезоне провёл 6 матчей, в которых забил 2 мяча, во втором сезоне сыграл уже в 9 матчах команды, после чего, с третьего в карьере профессионального сезона, стал твёрдым игроком основного состава, принимая участие уже в большинстве матчей клуба в сезоне. В составе «Спартака» дважды становился бронзовым призёром чемпионата и дважды финалистом Кубка Словакии. Играл в прошедшем 1 мая 2008 года в Братиславе на стадионе «Тегельне поле» финальном матче розыгрыша Кубка страны 2007/08, в котором «Спартак» уступил со счётом 0:1 клубу «Артмедиа Петржалка». В 2009 году участвовал в составе «Спартака» в отборочных матчах Лиги Европы.
В январе 2011 года Копунек был отдан в аренду на полгода в итальянский клуб «Бари». 13 марта он дебютировал в Серии А, выйдя на поле в матче против «Милана». В июле 2011 года словацкий футболист подписал с клубом контракт на три года. В январе 2012 года он был расторгнут по взаимному согласию.

## Карьера в сборной
Выступал в составе молодёжной сборной Словакии, сыграл во всех 4-х матчах команды на финальном турнире чемпионата мира в ОАЭ в 2003 году.
В составе главной национальной сборной Словакии дебютировал 1 марта 2006 года, выйдя на замену Роберту Виттеку в конце проходившего в Париже товарищеского матча со сборной Франции, в котором словаки одержали победу со счётом 2:1. 9 сентября 2009 года дебютировал в отборочном цикле к чемпионату мира 2010 года, выйдя в стартовом составе в проходившем в Белфасте матче против сборной Северной Ирландии, одержав победу в котором со счётом 2:0, словаки впервые в истории практически обеспечили себе путёвку в финальную часть чемпионата мира.

## Достижения
«Спартак»
- Бронзовый призёр чемпионата Словакии (2): 2005/06, 2008/09
- Финалист Кубка Словакии (2): 2005/06, 2007/08